# Bracon cylasovorus
Bracon cylasovorus es una especie de insecto del género Bracon de la familia Braconidae del orden Hymenoptera.

## Historia
Fue descrita científicamente por primera vez en el año 1923 por Rohwer.